# Narvin Kimball
Narvin Kimball (* 2. März 1910 in New Orleans, Louisiana; † 17. März 2006) war ein US-amerikanischer Musiker des New Orleans Jazz.
Narvin war der Sohn von Henry Kimball und der Pianistin Jeannette Kimball und wurde Musiker; er arbeitete als Banjospieler und als Bassist, sang aber auch. In den 1930er Jahren verdiente Kimball mit seiner Musik nicht genügend Geld und musste als Briefträger arbeiten. Er spielte erst wieder nach dem Jazz Revival in New Orleans und arbeitete bis Mitte der 1950er Jahre als Bandleader und tourte durch Europa und die USA.
Er war das letzte lebende Mitglied der Preservation Hall Jazz Band. Im Alter von 57 Jahren wurde er Mitglied der Band und war zu diesem Zeitpunkt bereits 35 Jahre Briefträger. In der Band spielten unter anderem Willie Humphrey, Percy Humphrey, Dede Pierce, Billie Pierce, Jim Robinson, Cie Frasier, Kid Thomas Valentine und George Lewis.